# Basilica di Santa Maria della Sanità
La basilica di Santa Maria della Sanità (volgarmente conosciuta anche come chiesa di San Vincenzo alla Sanità) è una chiesa di Napoli sita nel Rione Sanità.
La chiesa si erge sopra il sito delle catacombe di San Gaudioso.

## Storia
Il complesso religioso di Santa Maria della Sanità fu fondato già a partire dal 1577, in quanto poco tempo prima, nell'area in cui sono le catacombe di San Gaudioso, fu ritrovata la tavola con l'immagine di Maria databile al V-VI secolo, ora in chiesa. Il ritrovamento spinse i fedeli a chiedere all'allora vescovo di Napoli Paolo Burali d'Arezzo di edificare in quella zona una chiesa da dedicare al culto proprio della Madonna.

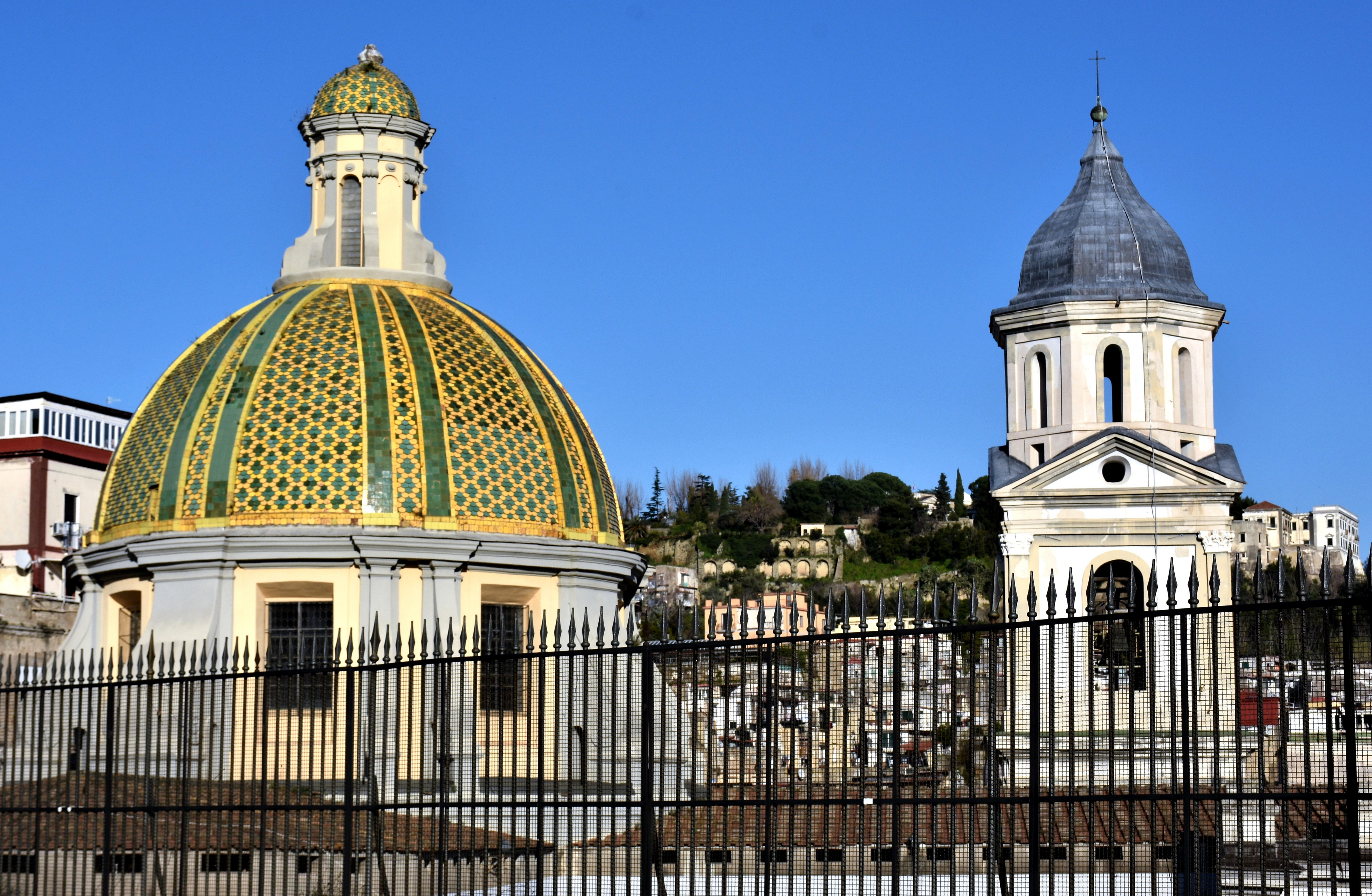
Vista della cupola maiolicata e del campanile della basilica dal ponte della Sanità

Completata la parte conventuale nel 1577, quindi un anno prima della morte del Burali d'Arezzo, fu innalzata la chiesa di Santa Maria della Sanità e la stessa fu affidata in gestione all'Ordine dei frati predicatori. La costruzione dell'opera si deve all'architetto e frate domenicano Giuseppe Nuvolo, che compì i lavori tra il 1602 e il 1610. Al 1613 risale invece il completamento della cupola maggiore mentre tra il 1612 e il 1614 ci fu la chiusura del cantiere con la costruzione del campanile adiacente.
Nel 1628 si ebbero lavori di adeguamento che interessarono tutta la zona absidale della chiesa; a questa fase sono riconducibili anche i lavori nella sottostante cripta. Successivamente nel 1677 si registra all'opera Dionisio Lazzari, che eseguì sicuramente il pulpito marmoreo in navata ed a cui è attribuito anche il rivestimento marmoreo dello scalone absidale, fino ad allora in piperno.
Altri lavori di restauro si ebbero nel corso del Settecento, dove si documenta nel 1725 l'attività del maiolicaro Gaetano Massa. In questa fase si ebbero le aggiunte decorative in stucco lungo la facciata principale, nel campanile della chiesa invece fu aggiunto l'orologio mentre la cupola fu rivestita da maioliche così come i pavimenti delle cappelle laterali. 
Con l'avvento della casa napoleonica agli inizi dell'Ottocento, ci fu la soppressione ed espulsione dell'Ordine domenicano. La chiesa venne quindi affidata ai francescani e l'edificio iniziò a riempirsi al suo interno di opere devote al nuovo ordine religioso: sono questi i casi della tela sui Martiri francescani di Nagasaki, della Madonna del Buon Consiglio e di altre opere e oggetti devozionali custoditi lungo le navate e che sostituirono quelle dedicate ai santi domenicani. Nel 1809 intanto gran parte del monastero fu demolito per far spazio alla strada voluta da Giuseppe Bonaparte per raggiungere più facilmente la Reggia di Capodimonte sulla collina omonima. Nel corso dello stesso secolo, inoltre, fu restaurato il pavimento. 
Nella chiesa, infine, è conservata entro una teca la statuetta ottocentesca in legno dipinto di san Vincenzo Ferrer, secondo una tradizione innalzata nel 1836 dai fedeli per sconfiggere l'epidemia di colera che colpì la città.

## Descrizione

### Pianta
| 1. Pulpito di Dionisio Lazzari; 2. Scalone monumentale che porta alla zona absidale; 3. Cripta (basilica paleocristiana) e ingresso alle catacombe di San Gaudioso; 4. San Biagio tra i santi Antonino e Raimondo da Penafort di Agostino Beltrano; 5. Matrimonio mistico di Santa Rosa da Lima di Luca Giordano; 6. Annunciazione di Giovanni Bernardo Azzolino; ai lati Santa Margherita di Città di Castello e Santa Margherita d'Ungheria di Gaspare Traversi; 7. Circoncisione di Giovan Vincenzo da Forlì; a destra è il San Domenico che diffonde il Rosario di Giovanni Balducci e la Madonna col Bambino di anonimo; a sinistra è la Santa Lucia di Girolamo De Magistro; 8. Martiri di Nagasaki di anonimo; a sinistra, San Michele Arcangelo di anonimo; 9. San Tommaso d'Aquino che riceve il cingolo della castità di Pacecco De Rosa; 10. Estasi della Maddalena di Luca Giordano; ai lati Santa Marta e San Lazzaro di Francesco Solimena; 11. Crocifisso ligneo; 12. Presbiterio; 13. Madonna del Buon Consiglio di ignoto ottocentesco; 14. Gloria di san Pio V, Alberto Magno e santi di Luca Giordano; 15. Santa Caterina da Siena riceve le stimmate di Andrea Vaccaro; 16. Nozze mistiche di Santa Caterina d'Alessandria di Andrea Vaccaro; 17. Polittico del Rosario di Giovanni Bernardo Azzolino; 18. Predica di San Vincenzo Ferrer di Luca Giordano; ai lati due ovali con Miracoli di san Vincenzo di Vincenzo Siola; all'esterno, sulla colonna di destra, affresco staccato della Madonna dell Sanità del V-VI secolo; 19. Martirio di San Pietro da Verona di Giovanni Balducci; 20. Santi Nicola, Ceslao e Luigi Bertrando di Luca Giordano; a sinistra, San Lazzaro di anonimo e Madonna addolorata di Francesco Solimena; 21. Antisacrestia; 22. Sacrestia; 23. Chiostro ellittico. | Pianta |

### Esterno
La facciata, con decorazioni in stucco degli inizi del Settecento, è affiancata da un alto campanile costruito tra il 1612 e il 1614 e che vede sul fronte un orologio in maiolica aggiunto nel Settecento. La parte estrema superiore della torre campanaria è inoltre caratterizzata da una cuspide ottagonale che sarà anche utilizzata come modello dallo stesso architetto domenicano in occasione dei lavori di ristrutturazione del campanile della basilica di Santa Maria del Carmine Maggiore a piazza Mercato.
L'ampia cupola, rivestita esternamente di maioliche settecentesche gialle e verdi della bottega di Gaetano Massa, è una delle maggiori e più importanti di Napoli.

### Interno
La pianta circolare della chiesa rappresenta una delle prime affermazioni monumentali dell'architettura controriformata; essa è costituita da una croce greca e presbiterio rialzato, espediente questo ideato dal frate architetto per inglobare la preesistente basilica paleocristiana, permettendo quindi l'ingresso diretto alla catacomba. L'interno della basilica è vasto e privo di decorazioni policrome, plastiche o pittoriche alle pareti, seppur complesso nell'articolazione degli spazi: la croce greca infatti è a pianta circolare inscritta in un quadrato scandito da cinque navate di cui, la mediana, risulta essere più grande delle laterali. L'architettura interna dell'edificio inoltre si compone di 24 colonne portanti dell'intera struttura, di 12 cupolette totali che si innalzano sulle tre campate che si incrociano su ognuno dei 4 angoli del "quadrato" della chiesa, oltre che dalla grande cupola che si eleva in corrispondenza della crociera, ampia e luminosa grazie all'apertura di otto finestroni e anch'essa priva di qualsiasi decorazione interna.
Il pavimento, prevalentemente in cotto; presenta in vari punti lapidi tombali e decorazioni in marmo, come all'ingresso, dov'è raffigurata una stella ad otto punte. Ai lati dell'ingresso in chiesa sono inoltre addossate alle prime colonne due acquasantiere di scuola vaccariana realizzate in marmi policromi databili alla metà del Seicento e su cui sono scolpiti gli stemmi dell'Ordine domenicano. Addossato ad una colonna sulla sinistra nella crociera è invece il monumentale pulpito in commesso marmoreo di Dionisio Lazzari del 1678 circa. Alla destra della scalinata del presbiterio, a pavimento, si trova un organo positivo del XIX secolo.
Una pregevole scala a tenaglia marmorea all'altezza dell'abside conduce alla parte presbiteriale della chiesa, sopraelevata rispetto alla navata. Il presbiterio è dominato dall'altare maggiore in marmi policromi databile alla seconda metà del Settecento; sull'altare fu collocato inoltre il ciborio opera di oreficeria del converso domenicano frate Azaria, datato 1628. Nella parete di fondo del presbiterio vi sono l'organo a canne, costruito da Pietro Petillo nel 1940, e la scultura della Madonna col Bambino del fiorentino Michelangelo Naccherino, databile al primo decennio del Seicento e posta all'interno di una decorazione in stucco e cartapesta. Lungo le pareti laterali, invece, ruota il bel coro ligneo realizzato tra il 1618 e il 1619 da Giovan Battista De Nubila e intagliato da Leonardo Bozzaotra e Michelangelo Cecere. Il catino absidale fu decorato con l'Eterno Padre in gloria da Crescenzio Gamba alla metà del XVIII secolo.

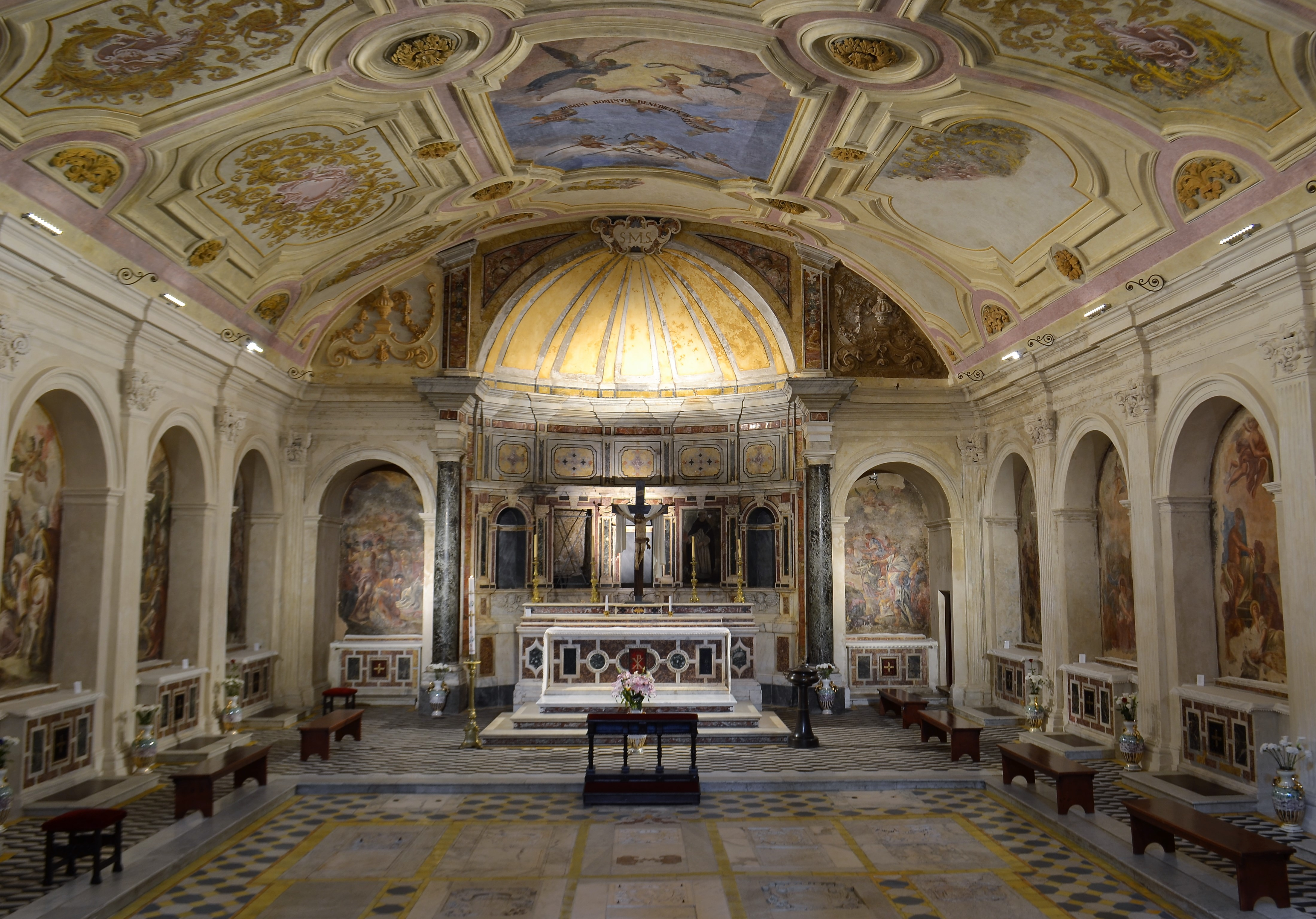
Cripta

Al di sotto del presbiterio si sviluppa la cripta, già antica basilica paleocristiana, il cui ingresso avviene prima delle rampe a tenaglia che portano al presbiterio sopraelevato e dalla quale si accede poi alle catacombe di San Gaudioso. La decorazione in stucco dell'interno è opera di Arcangelo Guglielmelli e Cristoforo Schor del 1708. Gli affreschi sui dieci altari laterali, voluti durante i lavori del 1628 per chiudere i passaggi che conducevano al retrostante cimitero, vedono ritratte le storie di martiri, eseguite dal pittore solimenesco Bernardino Fera, mentre sul pavimento maiolicato del Settecento sono disposte varie lastre tombali ed epigrafi con datazioni che vanno dal V al XVIII secolo. Nella parete di fondo della cripta è infine un altare databile anch'esso al 1628.
Le cappelle sono otto per lato, delle quali due più grandi in corrispondenza del transetto e altre due lungo la parete presbiteriale di fianco all'abside della navata mediana. Le cappelle sono tutte delimitate da una balaustra marmorea e sono dominate al loro interno da grandi altari maggiori contenenti notevoli tele del Seicento napoletano. Gran parte di queste conservano infine l'originale pavimentazione in maioliche con motivi floreali che eseguì per la chiesa Gaetano Massa e la sua bottega nel 1725 circa.

#### Cappelle laterali

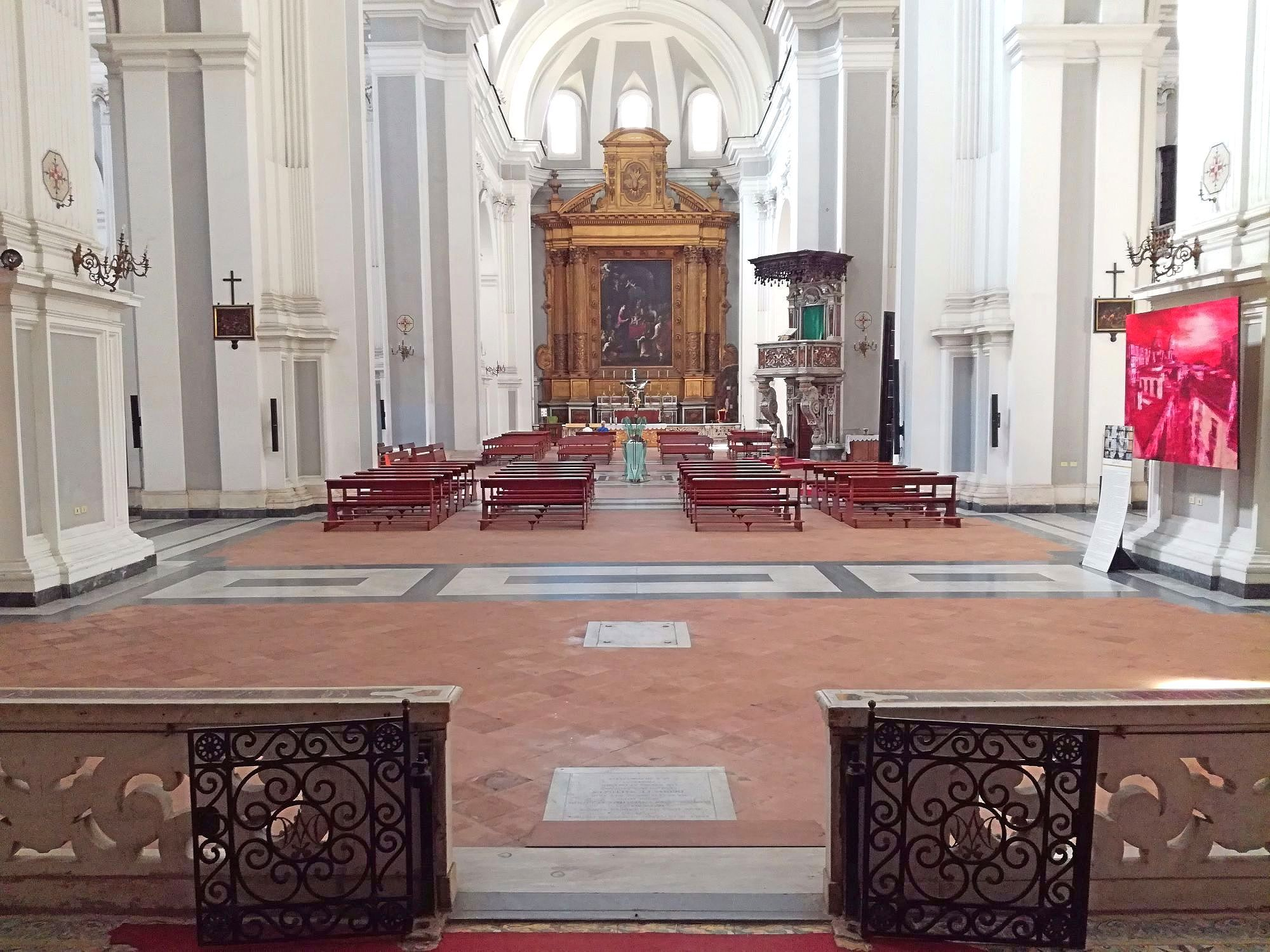
Vista sul transetto sinistro

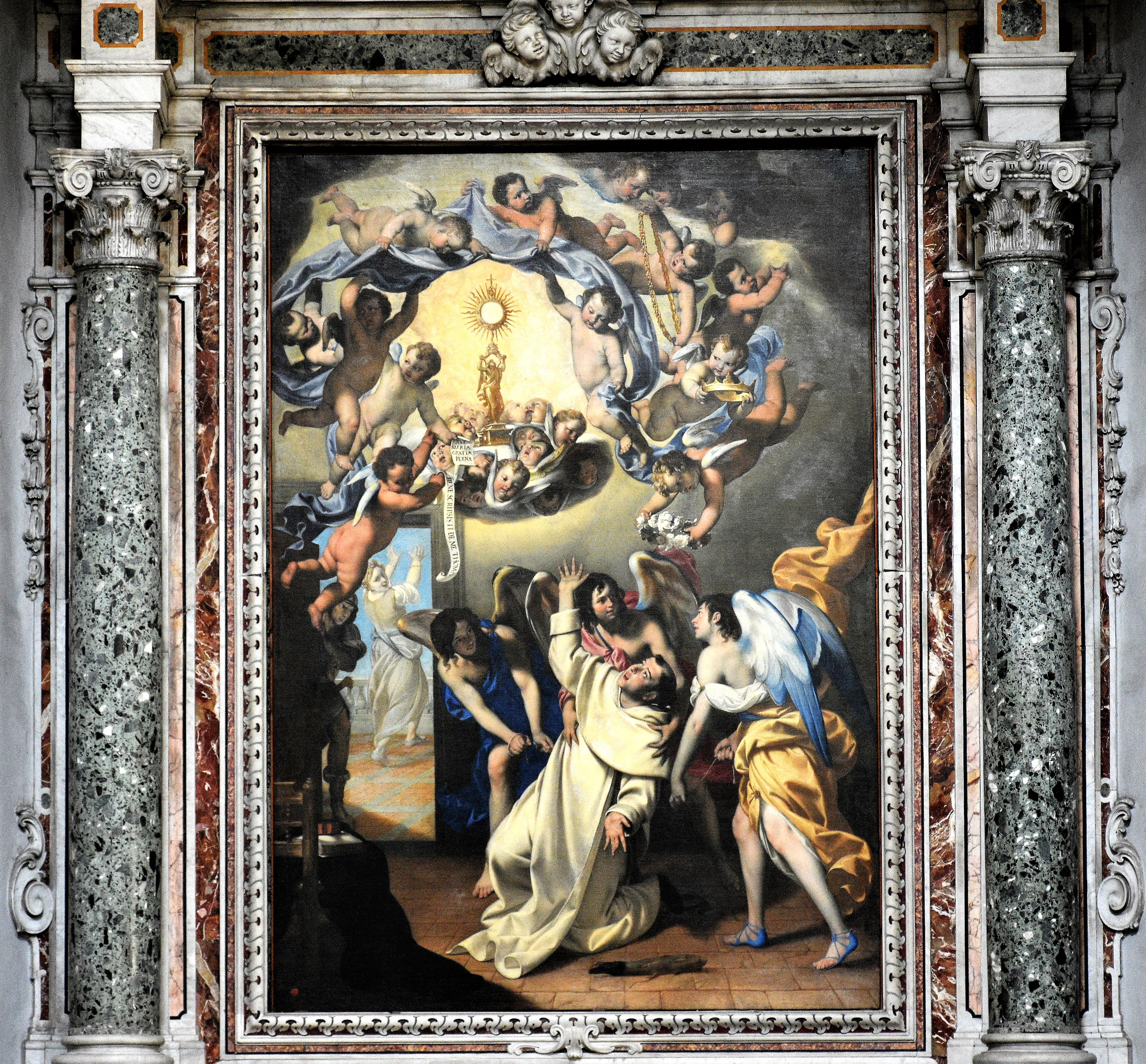
Pacecco De Rosa San Tommaso d'Aquino che riceve il cingolo della castità

La prima cappella di sinistra vede insistere sull'altare maggiore il dipinto di Agostino Beltrano del 1654 circa raffigurante San Biagio tra i Santi Antonino e Raimondo d Penafort. Nella seconda cappella, dedicata a San Giacinto, si trova la tela di Luca Giordano dello Sposalizio mistico di Santa Rosa da Lima databile intorno 1671. La terza cappella a sinistra è consacrata all'Annunciazione, raffigurata anche nel dipinto della Madonna del Rosario di Giovanni Bernardo Azzolino del 1629 collocato sull'altare maggiore; l'ambiente inoltre vede alle pareti laterali due tele ovali del XVIII secolo di Gaspare Traversi con Santa Margherita da Città di Castello sulla destra e Santa Margherita d'Ungheria sulla sinistra. La quarta cappella, corrispondente al transetto sinistro, vede sull'altare la grande tela della Circoncisione realizzata intorno al 1610 da Giovan Vincenzo da Forli, probabilmente completando un'opera commissionata ed avviata da Caravaggio, per la quale ricevette 150 ducati; sul lato di destra della cappella è collocato il dipinto di San Domenico che diffonde il Rosario di Giovanni Balducci del 1623 mentre entro una nicchia più in fondo è una Madonna col Bambino di anonimo autore del XVI secolo, sulla parete di sinistra è invece la seicentesca Santa Lucia firmata da Girolamo De Magistro. La quinta cappella ha sulla parete frontale una tela di anonimo ottocentesco raffigurante i Martiri di Nagasaki, al lato sinistro invece una tela di Filippo Donzelli raffigurante San Michele Arcangelo. Nella sesta cappella, intitolata a San Tommaso d'Aquino, è collocato il dipinto raffigurante San Tommaso che riceve il cingolo della castità datato 1652 e firmato da Pacecco De Rosa; qui si conserva anche un'antica cattedra episcopale databile tra VI e VIII secolo. La settima cappella, dedicata al Santissimo Crocifisso, ha sull'altare di sinistra il dipinto di Luca Giordano con l'Estasi della Maddalena del 1671-72 e ai lati Santa Marta e San Lazzaro entrambi di Francesco Solimena databili al XVIII secolo. L'ottava e ultima cappella, alla sinistra dell'abside, infine, si compone sulla parete frontale di un crocifisso ligneo eseguito da anonimo autore e datato alla fine del Settecento.

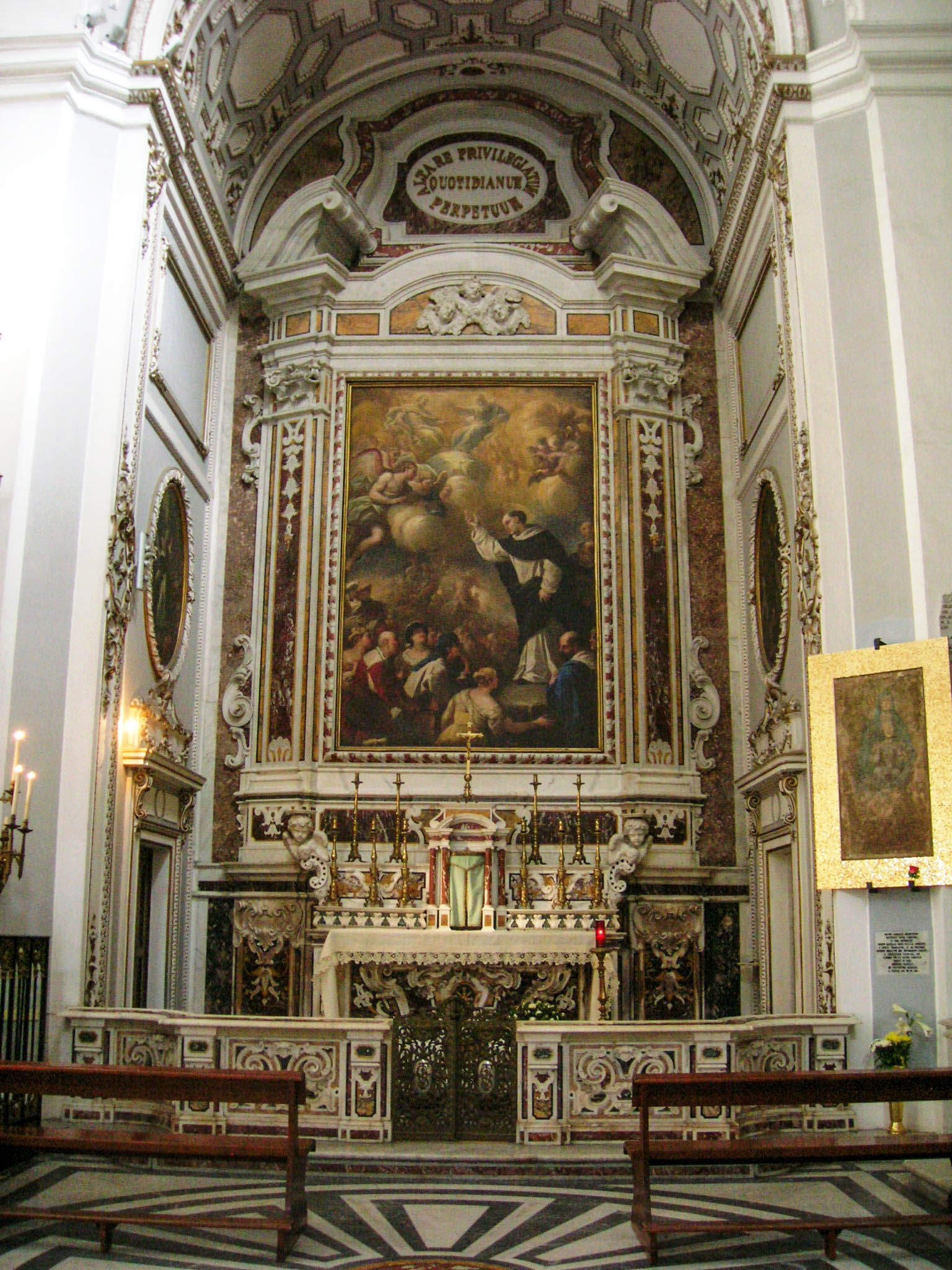
Cappella di San Vincenzo Ferrer (terza di destra)

La prima cappella a destra è dedicata a san Nicola, raffigurato nella pala d'altare in gloria tra il beato Ceslao di Cracovia e san Luigi Bertrando da Luca Giordano nel 1671; sulla parete sinistra è un San Lazzaro di anonimo ottocentesco in basso e più in alto invece un ovale con la Madonna addolorata di Francesco Solimena del XVIII secolo. La seconda cappella, intitolata a san Pietro martire, conserva una tavola databile intorno al 1610 raffigurante il Martirio di san Pietro da Verona, martire domenicano, opera del fiorentino Giovanni Balducci. La terza a destra è dedicata a san Vincenzo Ferrer, sacerdote domenicano spagnolo, rappresentato nel dipinto di Luca Giordano mentre predica alla folla; negli ovali laterali, di Vincenzo Siola, il santo è invece raffigurato nell'atto di compiere miracoli; sulla colonna di destra della cappella invece è collocato l'affresco di anonimo della Madonna della Sanità, proveniente dalla cripta e che, datato tra il V e il VI secolo, risulta essere l'opera contenente la più antica immagine mariana conosciuta a Napoli. Nella quarta cappella a destra, dedicata alla Madonna del Rosario e corrispondente al transetto destro della chiesa, è posto il grande polittico del Rosario di Giovanni Bernardino Azzolino del 1612 racchiuso in una cona di legno intagliato e dorato della prima metà del XVII secolo: nella parte centrale della composizione è raffigurata la Madonna del Rosario e santi, nella predella è rappresentato l’Episodio della condanna degli Albigesi ed in alto, nella cimasa, l’Eterno Padre. Nella quinta cappella a destra, consacrata a Santa Caterina d'Alessandria, il dipinto con lo Sposalizio mistico di santa Caterina d'Alessandria è opera di Andrea Vaccaro del 1659. Ancora del Vaccaro nella cappella successiva, la sesta, è la Santa Caterina da Siena che riceve le stimmate, realizzata sempre nel 1659. La settima cappella a destra vede sull'altare maggiore la tela di Luca Giordano con la Gloria di san Pio V, Alberto Magno e santi databile al 1672. L'ottava cappella, infine, a destra dell'abside, vede sull'altare una tela ottocentesca sulla Madonna del Buon Consiglio, alla cui immagine è dedicata la sala.

#### Sacrestia
Da un accesso posto a destra dell'altare della quinta cappella sinistra, attraverso un corridoio è possibile raggiungere la sacrestia. L'antisacrestia, decorata con affreschi monocromatici da Giovan Battista di Pino nel 1625 circa, che eseguì la raffigurazione della Discesa dello Spirito Santo sui frati predicatori e grottesche nella volta, vede conservati gli ex voto di san Vincenzo Ferrer e foto d'epoca della sua festa rionale.
In sacrestia invece, a pianta ottagonale, l'altare in marmi policromi risale al 1728 e la pala che attualmente lo domina è una tela di Giovanni Pisani raffigurante la Madonna della Sanità, datata 2003.
Dalla sacrestia è possibile poi accedere al vicino chiostro ellittico.

## Chiostro

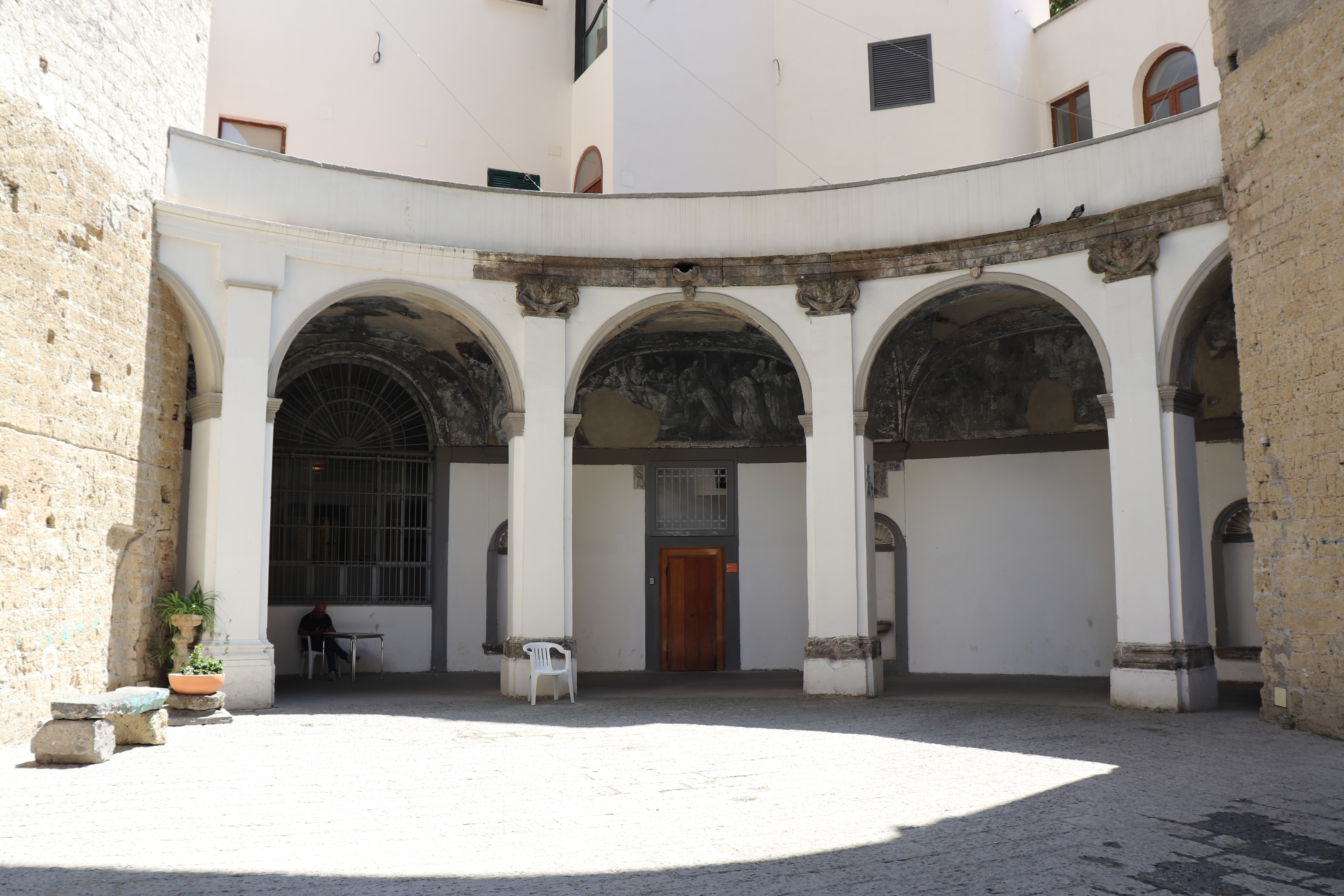
Il chiostro ellittico

A pianta ellittica, risale agli ultimi anni del Cinquecento, costruito assieme alla parte monastica del complesso. Nell'Ottocento la sua architettura si è gravemente deturpata a causa di un pilone del costruendo ponte della Sanità che cade in mezzo allo spazio, interrompendo in questo modo le arcate del chiostro. Nonostante i danni la struttura ovale conferitagli dall'architetto Fra' Giuseppe Nuvolo lo rende tra i più singolari chiostri di Napoli.
Il chiostro si articola con pilastri sui quali poggiano le arcate; lungo il muro perimetrale sono aperte nicchie poco profonde e gli archi che collegano i pilastri al muro sono trasversali, in modo da alternare le lesene con i pilastri stessi. Le decorazioni ad affresco nelle lunette superiori delle pareti e nelle volte delle arcate.sono state eseguite nel 1624 da Giovanni Battista di Pino e raffigurano con toni ancora una volta monocromatici alcuni episodi sulle Storie dell'Ordine domenicano.

## Catacombe di San Gaudioso
Alle catacombe di San Gaudioso si accede attraverso una cancellata posta sotto il presbiterio della chiesa seicentesca. Le catacombe erano il luogo di sepoltura di San Gaudioso e si ingrandirono durante i secoli e specialmente nel Seicento allorquando la cultura funeraria raggiunse il suo apice. Di fronte all'ingresso del sito è collocata la tomba rivestita a mosaico del santo, datata VI secolo; le pareti sono rivestite invece da affreschi del VI-VII secolo.